# 卞永嘉
卞永嘉（？—？），清朝人，是一名清朝政治人物。
卞永嘉曾于康熙四十九年接替范宏遇任兴化府知府一职，雍正四年(1726年)由李汝林接任。